# Joseph de Riquet de Caraman Chimay (1836-1892)

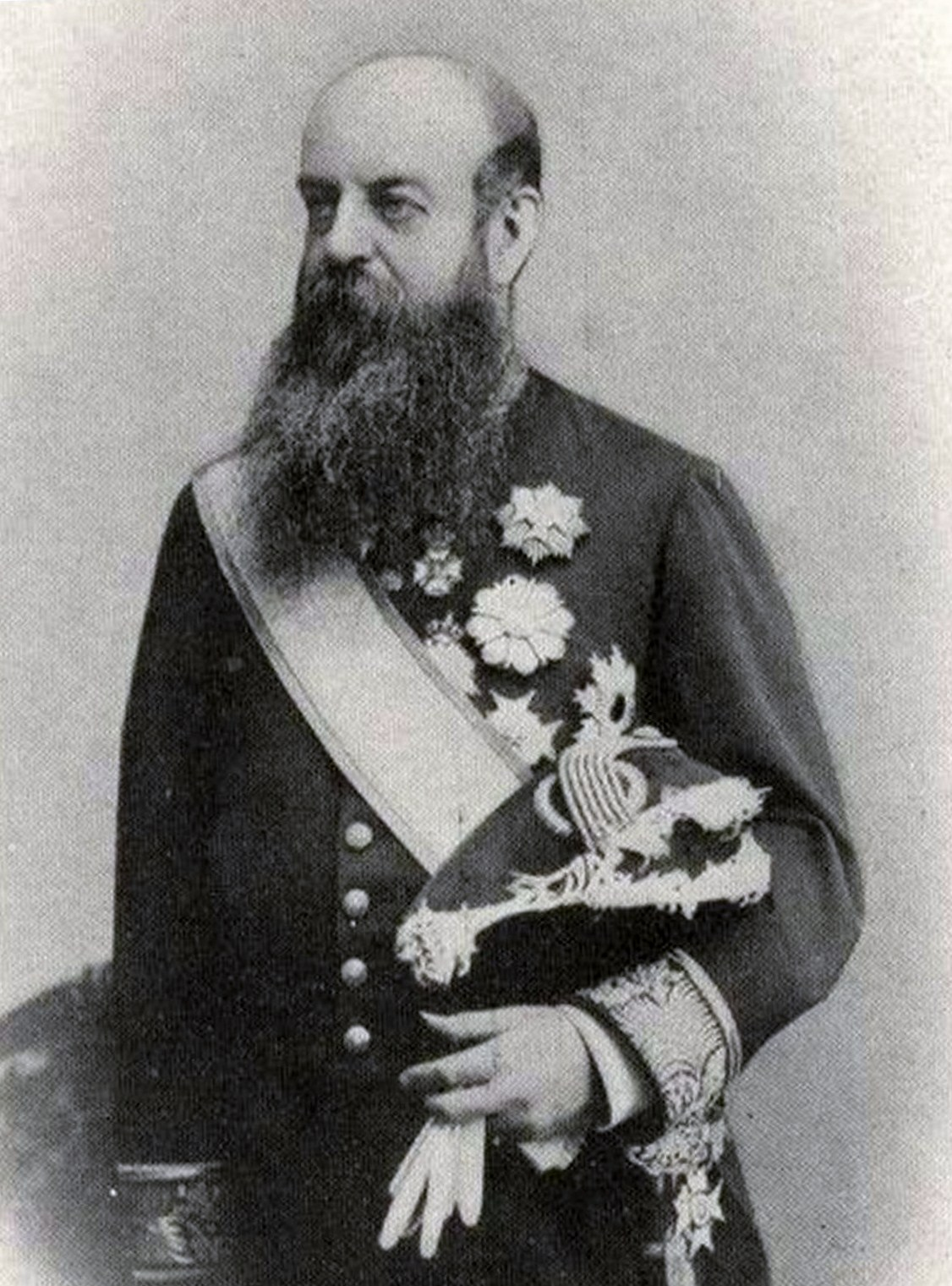
Joseph de Riquet de Caraman Chimay

Wapenschild van Joseph II de Riquet de Caraman Chimay

Marie Joseph (II) Guy Henri Philippe de Riquet de Caraman Chimay, 18de prins van Chimay, prins van Caraman (Menars, 9 oktober 1836 - Brussel, 29 maart 1892) was een Belgisch minister en volksvertegenwoordiger voor de Katholieke Partij.

## Biografie

### Familie
Joseph de Riquet de Caraman Chimay behoorde tot de prinselijke tak van de familie De Riquet de Caraman. Hij was een zoon van  Joseph de Riquet de Caraman Chimay, diplomaat, provinciegouverneur van Luxemburg, volksvertegenwoordiger en burgemeester van Chimay, en Émilie de Pellapra, die beweerde een dochter van Napoleon Bonaparte te zijn. Hij was een kleinzoon van François-Joseph de Riquet de Caraman Chimay, kamerheer van koning Willem I der Nederlanden, en Alphonse de Riquet de Caraman Chimay, volksvertegenwoordiger en gemeenteraadslid van Chimay.
Hij trouwde in 1857 in Parijs met Marie-Joséphine de Montesquiou-Fézensac (1834-1884), kleindochter van Anatole de Montesquiou-Fézensac. Ze kregen drie zoons en drie dochters.
- Joseph de Riquet de Caraman Chimay (1858-1937), 19de prins van Chimay, volksvertegenwoordiger, trouwde in 1890 in Parijs met Clara Ward (1873-1916). Ze kregen een zoon en een dochter, met afstammelingen tot heden. Hij hertrouwde in 1920 in Parijs met Gilone Le Veneur de Tillières (1889-1962). Ze kregen twee zoons, met afstammelingen tot heden.
- Élisabeth de Riquet de Caraman Chimay (1860-1952), trouwde in 1878 in Parijs met graaf Henri Greffulhe (1848-1932), Frans politicus. Ze kregen een dochter, met afstammelingen tot heden.
- Pierre de Riquet de Caraman Chimay (1862-1913), diplomaat, trouwde in 1889 in Reims met Marthe Werlé (1870-1906). Ze kregen twee zoons en twee dochters, met afstammelingen tot heden. Hij hertrouwde in 1908 in Parijs met Jeanne Carraby (1870-1922). Het huwelijk bleef kinderloos.
- Ghislaine de Riquet de Caraman Chimay (1865-1955), ongehuwd, hofdame van koningin Elisabeth.
- Geneviève de Riquet de Caraman Chimay (1870-1961), trouwde in 1894 in Brussel met Camille Pochet Le Barbier de Tinan (1864-1952), generaal. Het huwelijk bleef kinderloos.
- Alexandre de Riquet de Caraman Chimay (1873-1951), diplomaat, trouwde in 1898 in Alby-sur-Chéran met prinses Hélène Bibesco-Bassaraba de Brancovan (1878-1929). Ze kregen een zoon, maar zonder nakomelingen. Hij hertrouwde in 1933 in Parijs met Gisèle Loewenguth (1877-1948). Het huwelijk bleef kinderloos.

Na de dood van zijn vrouw in 1884 hertrouwde de prins in 1889 te Brussel met Marie-Mathilde de Barandiaran (1862-1919).

### Loopbaan
Hij doorliep een diplomatieke carrière:
- 1855: gezantschapsattaché, toegewezen aan de centrale administratie;
- 1858: gezantschapssecretaris tweede klasse;
- 1859: toegewezen aan de Handelsdirectie;
- 1862: toegewezen aan de Missie in Parijs;
- 1862: gezantschapssecretaris eerste klasse;
- 1864: toegewezen aan de Missie in Rome;
- 1865: toegewezen aan de Missie in Sint-Petersburg;
- 1867: zaakgelastigde in Bern;
- 1870: gezantschapsraadsheer;
- 1877: minister-resident.

In oktober 1870 werd hij benoemd tot provinciegouverneur van Henegouwen en oefende dit ambt uit tot in juni 1878.
Hij stelde zich kandidaat voor volksvertegenwoordiger in het arrondissement Thuin, waar de liberalen sterk stonden. Toch raakte de katholieke prins bijna verkozen omdat hij zijn kiezers rijkelijke (chocolade)feesten gaf, wat hem de bijnaam "prince chocolat" gaf.
In juni 1882 werd hij verkozen tot volksvertegenwoordiger voor de Katholieke Partij in het arrondissement Philippeville en vervulde dit mandaat tot aan zijn dood.
In 1884 werd hij minister van Buitenlandse Zaken in de regering-Beernaert en ook dit ambt vervulde hij tot aan zijn dood. In 1885 was hij Belgisch afgevaardigde op de Koloniale Conferentie van Berlijn.